# عوسج
العوسج أو العوشز أو الحُضَض البربري أو العُرْقُد بَالربَري شجر ينبت عادة في الأراضي الجافة والحارة لأنه يعيش على القليل من الرطوبة.

## الوصف النباتي
نبتة شجيرة شوكية معمرة يصل ارتفاعها إلى حوالي مترين. لها ساق خشبية متفرعة والفروع متعرجة ومتداخلة. الأوراق صغيرة وبسيطة ذات لون أخضر يميل إلى الصفرة، ويوجد على جانب الأوراق شوكتان حادتان وهذه الأشواك سامة. الأزهار أحادية تخرج في الجانب المقابل لمجموعة الأوراق وهي جرسية الشكل لونها بيضاء يميل إلى الزرقة، الثمرة عوزة (لبية عنبية) لونها أخضر، وعند النضج يتغير إلى اللون الأحمر، حلوة المذاق وتؤكل، تحتوي على بذور كثيرة والبذرة شكلها كروي منضغطة وذات لون بني.
يعرف العوسج بعدة أسماء منها: قصر، عوسجة، عنب الذيب، الزعرور، المصع.

## أماكن وجوده

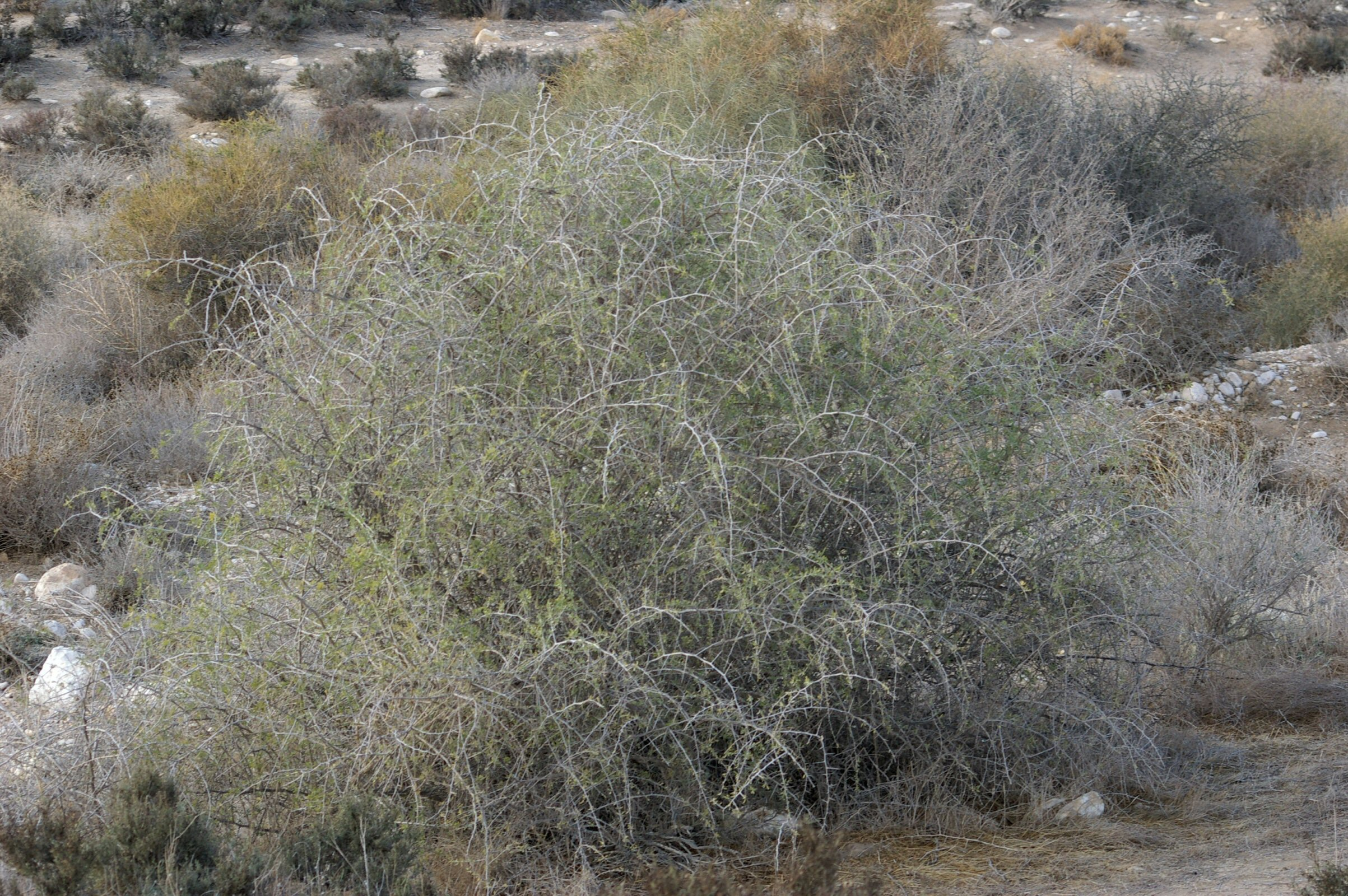
شجيرة عوسج من وادي العجرم في النقب Lycium shawii

ينتشر العوسج في الأماكن الرملية الساحلية والمسطحات الرسوبية والأراضي الحصوية ويتركز في نجد وصحراء النفود والحجاز والمناطق الجنوبية والشرقية من المملكة العربية السعودية ويتواجد في وادي السرحان بالقرب من محافظة طبرجل، كما يوجد في الكويت وفلسطين في صحراء النقب ووادي الأردن وسيناء وليبيا.

## التركيب الكيميائي
يحتوي النبات على فلافونيدات ومواد عفصية وستيرولات وتربينات ثلاثية، كما يحتوي على المنغنيز والنيكل والنحاس والكروم الموليبدنوم، كما يحتوي على قلويدات ومواد سكرية وحمض الهيدروسيانيك وتحتوي الثمرة على زي زانتين.

## الاستخدامات
يعد نبات العوسج من النباتات المشهورة منذ آلاف السنين وقد قال داود الأنطاكي في العوسج: «أنه يبرئ سائر أمراض العين خصوصاً البياض وإن قدم، كيف استعمل، وقد يمزج ببياض البيض، أو بلبن النساء، وطبيخ جذره يوقف الجذام أو يبرئه، وإن تمودي عليه قطع القروح السائلة والجرب، والحكة والآثار حتى الحناء إذا عجنت بمائه واختضب بها، وهو ينبت الشعر، وثمره كذلك في كل ماذكر، ورماده يزيل القروح، وهو يضر الطحال وتصلحه الكثيراً».
ويقول أبو خالد المتطبب في مخطوطته (الاعتماد في الأدوية المفردة وقواها ومنافعها): إن العوسج نافع لقروح الفم ووجع الجوف، وضعف المعدة، وإذا عصر ثمره وترك العصير حتى يجف ويجمد ثم يضاف إلى بياض البيض وألبان النساء ثم يقطر في العين وينفع في جميع أوجاع العين وخاصة من البياض، وثمرته إذا أكلت نفعت من نفث الدم، وجذر العوسج يفتت الحصى المتولدة في الكلى، كما يفيد العوسج في علاج الجذام".
ويقول مجيد محمود من العراق عن العوسج: «إن النبات يفيد في علاج المغص ومدر للبول وملين للبطن، يحتوي على مادة مقوية للشهوة الجنسية، وسام بجرعات كبيرة»
ويقول ميلر: "إن العوسج نبات تحبه الجمال وترعاه بنهم، أما الماعز والأبقار فلا تأكل خضرته بحماس، ولا ترعاه إلا حين يندر تواجد مصادر غنية أخرى. ويعتبر نبات العوسج حطباً جيداً للوقود إذ لاينبعث منه إلا قدر قليل من الدخان، وفي شمال عمان تطحن الثمار والنباتات اللينة، وتصنع منها خلاصة تستخدم في تخفيف المغص ولتحسين حدة البصر. كما تؤكل الثمار كمسكن للآلام ولعلاج الاضطرابات التي تصيب المعدة. ويضيف ميلر أن الإغريق القدماء أوصوا باستخدام العوسج في مداواة القشرة التي تكون على الجفنين ولعلاج اللثة الملوثة، والتشققات التي تصيب الشفتين، ولعلاج الدسنتاريا والأنيميا والسعال.
يقول التركماني (694هـ) في العوسج: «أن ورقه الأخضر اللين يستعمل في علاج النملة والحمرة، وعصارة ورقه إذا صبخ الورق بالماء حتى تغلظ وتنعقد، وتحفظ من الحرق، تنفع من بياض عيون العبيان، وإذا سقيت بماء ورقة التوتياء المصنوعة بردت العين، ونفعت من الرق، وإذا شربت عصارته نفعت من الجرب الصفراوي، وإذا دُق وعُصر ماؤه، وعجن به الحناء، ثم دلك به نفع من الحكة والجرب، وإذا دخن بأغصانه طرد الهوام، وإذا دُق وعُصر ماؤه في العين سبعة أيام متوالية نفع من بياض العين قديماً كان أو حديثاً».
ويقول جبر في كتاب "الشفاء في النباتات" أن العوسج يفيد في علاج الإمساك، وذلك بأن تضاف كمية 20مل من أوراق العوسج إلى لتر ماء سبق غليه ثم يترك لمدة عشر دقائق ويشرب من ذلك فنجان واحد في اليوم، ويقول عقيل ورفاقه من السعودية أن الثمرة اللبية مدرة للطمث، تغذي الدم، مفيدة في البواسير النازفة والجرب وآلام الأسنان، عصير الأوراق محسن لقوة النظر، كما تفيد الثمار في تقوية الناحية الجنسية لدى الرجال".
أما الدراسات الحديثة فتقول أن ثمار العوسج تحمي الكبد من التلف الناتج من التعرض للسموم، وتقول الدراسات أيضاً أن جذور نبات العوسج تخفض ضغط الدم، كما ذكرت الأبحاث العينية الحديثة أن للجذور تأثير ملحوظ على تخفيض الحمى، وقد عملت دراسة إكلينيكية وأعطت نتائج متميزة في تخفيض الحمى وبالأخص في الملاريا، كما تقول دراسة أخرى أن الثمار العينية للعوسج تقوي الكبد والكلى.

## في التراث الديني
ذكر العوسج في العهد الجديد وتحديدا في إنجيل متى 16:7 فقال السيد المسيح (انهم من ثمارهم تعرفونهم: ايجتني عن الشوك عنب أو عن العوسج تين)
ذُكر العوسج في الإصحاح الخامس من سفر القضاة في معرض حكاية رمزية قصها يوثام عن اختيار الأشجار العوسج ملكا لهم، وقصد بها الإشارة إلى الأصل الوضيع لأخيه أبيمالك الذي كان اختير ملكا (قاضيا) وهو ابن جارية.(قض 9: 14 و 15).